# 11號染色體
11號染色體是人類23對染色體中的一對，正常人擁有2條11號染色體。11號染色體纏繞了約1.345億鹼基對（構築DNA的材料），並包含了人類細胞中4~4.5%的DNA。這是人類基因組中包含最多控制疾病基因的一對染色體。
辨識染色體上的基因是遺傳學研究的一部分，研究者運用不同方法預測每對染色體中基因的數量，並估計基因的變化。11號染色體約有1300~1700個基因。
最近研究指出，11號染色體中，平均每100萬個鹼基對有11.6個基因，另外還包含1524個蛋白編碼基因及765個假基因。
856個嗅覺受器基因中約有40%是在11號染色體上。

## 基因
以下列舉11號染色體中的一些基因與它們的作用或產物：
- ACAT1（英语：ACAT1）: 乙醯基輔脢乙酰1
- APLNR（英语：Apelin receptor）:  多肽受體
- APOA4（英语：APOA4）: 脫輔基蛋白質A-4
- ATM（英语：Ataxia telangiectasia mutated）: 毛细管扩张失調變異（包括相補性團體 A、C和D）
- BDNF: 分泌腦源性神經營養因子,蛋白質中神經營養因子的成員
- CCL9: 趨化因子（C-C基序）配體9
- CD81（英语：CD81）
- C11orf1（英语：C11orf1）
- CPT1A（英语：CPT1A）: 肉鹼棕櫚酰轉移酶1A （肝臟）
- DHCR7（英语：DHCR7）: 7-脫氫膽固醇還原酶
- HBB（英语：HBB）: β-血紅蛋白
- HMBS（英语：Porphobilinogen deaminase）: 脫氨膽色素原
- INS: 胰島素基因 [2]
- MMP7（英语：MMP7）: 基質金屬蛋白酶-7 （MMP家族）
- MEN1（英语：MEN1）: 多發性內分泌腫瘤第1型（英语：Multiple endocrine neoplasia type 1）
- PAX6（英语：PAX6）
- PTS（英语：PTS (gene)）: 6-丙酮酰四氫蝶呤合酶
- SAA1（英语：SAA1）: 血清澱粉樣蛋白A1
- SBF2（英语：SBF2）
- SMPD1（英语：SMPD1）: 鞘磷脂磷酸二酯酶1，溶酶體酸（鞘磷脂酸）
- TECTA（英语：TECTA）: 覆膜蛋白-α （非綜合徵性耳聾）
- TH: 酪氨酸羥化酶
- USH1C（英语：USH1C）: 尤塞氏綜合症1C型 （常染色體隱性遺傳，此症狀嚴重）
- 腎芽腫蛋白（英语：WT1）: 腎芽腫（英语：Wilms tumor）蛋白
- RAG1（英语：RAG1）/RAG2（英语：RAG2）: 重組激活基因

## 相關疾病
以下是一些與11號染色體上的基因有關的疾病：
- 自閉症 （neurexin 1） [3]
- 急性間歇性紫質症（英语：acute intermittent porphyria）
- 白化症
- 共濟失調微血管擴張症候群
- 貝克威思－威德曼症候群
- 卵黄状黄斑营养不良（英语：Vitelliform macular dystrophy）
- β-酮硫解酶缺乏症
- 乙型海洋性貧血分子（英语：beta thalassemia）
- 膀胱癌
- 乳癌
- 肉鹼棕櫚醯基轉移酶缺乏症第一型（英语：carnitine palmitoyltransferase I deficiency）
- 恰克-馬利-杜斯氏症
- 恰克-馬利-杜斯氏症第4型
- 囊腫性纖維化
- 抑鬱
- 丹尼斯-德拉許氏症（英语：Denys-Drash syndrome）
- 家族性地中海熱（英语：familial Mediterranean fever）
- 遺傳性血管水腫
- 雅各布森綜合症
- 耶維爾-朗日-尼爾森綜合症
- 被套區細胞淋巴瘤（英语：Mantle cell lymphoma） （t11;14）
- 梅克爾綜合症
- 正鐵血紅蛋白血症β-珠蛋白型
- 混合系白血病 （Mixed Lineage Leukemia）
- 多發性內分泌腫瘤第1型（英语：Multiple endocrine neoplasia type 1）
- 遺傳性多發性外生骨疣（英语：Hereditary Multiple Exostoses）
- 尼曼匹克症
- 非綜合徵型耳聾
- 非綜合徵型耳聾 (常染色體顯性遺傳)（英语：nonsyndromic deafness, autosomal dominant）
- 非綜合徵型耳聾 (常染色體隱性遺傳) （nonsyndromic deafness, autosomal recessive）
- 紫質症
- 波多斯基-謝菲爾綜合症
- 羅曼諾-瓦爾德綜合症
- 鐮刀型紅血球疾病[4]
- 史密斯-萊姆利-奧皮茲綜合症
- 四氫基喋呤缺乏症（英语：tetrahydrobiopterin deficiency）
- 尤塞氏綜合症
- 尤塞氏綜合症第1型 （Usher syndrome type I）
- WAGR症候群（英语：WAGR syndrome）
- 腎芽腫（英语：Wilms' tumor）